# Шорт-трек на зимних Олимпийских играх 2010 — эстафета (мужчины)
Соревнования в эстафете на 5000 метров в шорт-треке среди мужчин на зимних Олимпийских играх 2010 прошли 17 и 26 февраля.
Забеги состоялись в Пасифик Колизиуме. В первый день с 17:00 до 19:15 по местному времени (UTC-8) прошли полуфиналы, а на следующий с 18:00 до 20:15 финалы.

## Медалисты
| Золото                                                                                 | Серебро                                                                           | Бронза                                                                            |
| Канада · Шарль Амлен · Франсуа Амлен · Оливье Жан · Франсуа-Луи Трамбле · Гийом Бастий | Республика Корея · Квак Юн Ги · Ли Хо Сок · Ли Джон Су · Сон Си Бэк · Ким Сон Иль | США · Джон Селски · Трэвис Джейнер · Джордан Малоун · Аполо Антон Оно · Саймон Чо |

## Рекорды
| Мировой рекорд     | Республика Корея Квак Юн Ги, Ли Хо Сок, Ли Джон Су, Сон Си Бэк | 6:38,486 | Солт-Лейк-Сити, США | 19 октября 2008 |
| Олимпийский рекорд | Республика Корея Ан Хён Су, Ли Хо Сок, Со Хо Джин, Сон Сок У   | 6:43,376 | Турин, Италия       | 25 февраля 2006 |

## Соревнование

### Полуфинал
Занявшие 1-2 места, а также одна лучшая команда по времени проходят в финал A, остальные в финал B.
| Место | Спортсмен                                                              | Время        |
| ----- | ---------------------------------------------------------------------- | ------------ |
| 1     | Республика Корея Ким Сон Иль, Квак Юн Ги, Ли Хо Сок, Сон Си Бэк        | 6:43,845     |
| 2     | США Джон Сельски, Саймон Чо, Трэвис Джейнер, Аполо Антон Оно           | 6:46,369     |
| 3     | Франция Максим Шатенье, Тибо Фоконне, Бенжамен Масе, Жереми Массон     | 6:51,071 ADV |
| —     | Италия Николас Бин, Юрий Конфортола, Клаудио Рональди, Никола Родигари | DSQ          |

| Место | Спортсмен                                                           | Время    |
| ----- | ------------------------------------------------------------------- | -------- |
| 1     | Китай Хань Цзялян, Лю Сяньвэй, Ма Юньфэн, Сун Вэйлун                | 6:43,601 |
| 2     | Канада Гийом Бастий, Шарль Амлен, Оливье Жан, Франсуа-Луи Трамбле   | 6:43,610 |
| 3     | Германия Пауль Херрман, Тайсон Хён, Себастьян Праус, Роберт Зайферт | 6:47,289 |
| 4     | Великобритания Энтони Дуглас, Джон Или, Том Айвсон, Джек Уэлборн    | 6:50,618 |

### Финалы

#### Финал B
| Место | Спортсмен                                                           | Время    |
| ----- | ------------------------------------------------------------------- | -------- |
| 1     | Великобритания Энтони Дуглас, Джон Или, Джек Уэлборн, Пол Уорт      | 6:50,045 |
| 2     | Германия Пауль Херрман, Тайсон Хён, Себастьян Праус, Роберт Зайферт | 6:50,119 |

#### Финал A
| Место | Спортсмен                                                              | Время    |
| ----- | ---------------------------------------------------------------------- | -------- |
| 1     | Канада Шарль Амлен, Франсуа Амлен, Оливье Жан, Франсуа-Луи Трамбле     | 6:44,224 |
| 2     | Республика Корея Квак Юн Ги, Ли Хо Сок, Ли Джон Су, Сон Си Бэк         | 6:44,446 |
| 3     | США Джон Роберт Селски, Трэвис Джейнер, Джордан Мэлон, Аполо Антон Оно | 6:44,498 |
| 4     | Китай Хань Цзялян, Лю Сяньвэй, Ма Юньфэн, Сун Вэйлун                   | 6:44,630 |
| 5     | Франция Максим Шатенье, Тибо Фоконне, Жереми Массон, Жан Шарль Маттей  | 6:51,566 |